# Coco Loco
Coco Loco, es la mascota de la banda estadounidense de deathgrind Brujería. Se trata de una fotografía real de una persona decapitada publicada originalmente en la revista de nota roja Peligro! (frecuentemente atribuida erróneamente a la revista Alarma).
Durante la década de 1990 surgieron diversas versiones sobre el origen de la imagen, lo que alimentó la leyenda en torno a la banda. En aquel tiempo, debido a la dificultad de acceso a información, se difundió la idea de que la cabeza pertenecía a una persona secuestrada y asesinada por un grupo ligado a rituales de santería, lo cual incrementó la percepción de misterio alrededor de la portada del álbum Matando güeros (1993).
El tema adquirió mayor notoriedad cuando en el noticiero Ocurrió así se vinculó la fotografía con la desaparición de un hombre llamado Mario Ríos y su esposa, Alma Ruiz, conocidos por practicar la Santería, sugiriendo que la cabeza podría corresponder a Ríos. Esto contribuyó a que se extendiera la controversia y que la banda quedara asociada mediáticamente a rumores de violencia.
No obstante, el propio Juan Brujo, vocalista del grupo, explicó posteriormente que la imagen fue obtenida de manera legal. Según su testimonio, al ver la fotografía en la portada de la revista Peligro! contactó a la editorial y adquirió el original por 300 dólares, el cual fue enviado a la banda por mensajería para utilizarlo en la portada de su álbum.